# In Wahrheit: Unter Wasser
Unter Wasser ist ein deutscher Kriminalfilm aus dem Jahr 2022 von Regisseur Miguel Alexandre. Es handelt sich um die sechste Folge der ZDF-Filmreihe In Wahrheit mit Christina Hecke in der Rolle der Hauptermittlerin Judith Mohn. Der Fall basiert auf einer wahren Begebenheit.
Die Erstausstrahlung des Films im deutschen Fernsehen erfolgte am 18. Februar 2022 im Programm von arte, nachdem der Film im Internet bereits einen Tag eher abzurufen war. Die Ausstrahlung im Abendprogramm des ZDF erfolgte sieben Monate später am 3. September 2022.

## Handlung
An der deutsch-französischen Grenze wird in einem Fluss die Leiche des Polizisten René Schubecker gefunden. Er wurde mit seiner eigenen Dienstwaffe erschossen und ein Selbstmord ist nicht auszuschließen. Dennoch wird in alle Richtungen ermittelt. Kriminalkommissarin Judith Mohn aus Saarlouis stößt dabei auf einen alten Fall, mit dem sich Schubecker kurz vor seinem Tod befasst hatte. Vor 15 Jahren wurde von ihm Willy Voss wegen Mordes ins Gefängnis gebracht. Da dieser vor kurzem entlassen wurde, gilt er als dringend tatverdächtig. Mohn und ihr Kollege Freddy Breyer befragen den Mann, was Mohn schon bald an der Schuld des Verdächtigen zweifeln lässt. Im Gegensatz zu Breyer glaubt sie dem mittlerweile unheilbar krebskranken Voss, der den Mord an einer jungen Frau damals nach stundenlanger Vernehmung zugegeben, sein Geständnis dann jedoch vor Gericht widerrufen hatte. Dennoch war er aufgrund von Indizien verurteilt worden. Zwar hatte er Anträge gestellt, das Ermittlungsverfahren wieder aufzunehmen, um seine Unschuld beweisen zu können, aber die wurden abgelehnt. Judith Mohn forscht in der Vergangenheit nach und stößt auf allerlei Ungereimtheiten. Offensichtlich hatten sich die französischen Kollegen bei ihren Ermittlungen derart auf Voss konzentriert, dass sogar Beweise manipuliert wurde, um dessen Schuld zweifelsfrei beweisen zu können. Der dortige Gendarmerie-Leiter ist Schubeckers Vater und zeigt sich wenig begeistert von Mohns Nachforschungen. Er möchte das Andenken seines Sohnes nicht beschmutzen lassen.
Mohn findet heraus, dass René Schubecker sich dem Fehler seiner Vergangenheit, der Voss unschuldig ins Gefängnis gebracht hatte, stellen wollte. Sein Vater wollte ihn daran hindern sein Leben deswegen „wegzuwerfen“. Nach seiner Aussagen hätte sich dennoch ein Schuss gelöst. Doch Mohn kann am Ende beweisen, dass Schubeckers Vater selbst den Mord zu verantworten hat. Sein Sohn war seinerzeit in das Mädchen verliebt, als die nach einem Tanzabend seine Avancen zurückwies und auslachte, hatte er die Beherrschung verloren und sie niedergeschlagen. In der Annahmen, sie sei tot, vertraute er sich seinem Vater an. Als dieser das Mädchen lebend vorfand, brachte er es gewaltsam zum Schweigen und beide vertuschten den Mord, indem sie einen Unschuldigen dafür ins Gefängnis brachten.
Mohn kann aufgrund ihrer Ermittlungen ein Wiederaufnahmeverfahren für Willy Voss erreichen, sodass er nach 15 Jahren endlich rehabilitiert werden kann. Als sie ihm die frohe Botschaft überbringen will, muss sie erfahren, dass Voss gerade verstorben ist.

## Dreharbeiten
Die Dreharbeiten erfolgten vom 18. Mai bis zum 18. Juni 2021 in Hamburg und im Saarland.

## Rezeption

### Einschaltquote
Die Erstausstrahlung im ZDF von Unter Wasser am 3. September 2022 wurde in Deutschland von 4,89 Millionen Zuschauern gesehen und erreichte einen überdurchschnittlichen Marktanteil von 22,2 Prozent.

### Kritik
Tilmann P. Gangloff beurteilte diese Episode bei tittelbach.tv positiv und meinte: „Krimis bekommen gleich eine ganz andere Wertigkeit, wenn ein Mitglied des Kripo-Teams persönlich involviert ist. Führt die Spur dann auch noch in die Vergangenheit, weil bei einer früheren Ermittlung nicht korrekt gearbeitet oder gar vorsätzlich eine falsche Fährte gelegt worden ist, kommt es zur doppelten Betroffenheit.“ Gangloff lobte die Bildgestaltung und fand der Film lebt  „vor allem von der Geschichte, die immer komplizierter wird.“ Auch für die Besetzung der Nebenfiguren fand er lobende Worte. „Die berührendste Rolle hat [dabei] Andreas Anke, weil der gleich doppelt zu Unrecht beschuldigte Voss mehr und mehr zur tragischen Figur des Films wird. Er findet ein eindrückliches Bild für seine Lage: Wenn einem niemand die Wahrheit glaube, sei das ‚wie unter Wasser schreien‘.“
Bei film-rezensionen.de stellte Oliver Armknecht fest: „Bei den vielen Krimireihen, die derzeit fürs deutsche Fernsehen produziert werden, braucht es schon ein bisschen was, um sich von der Konkurrenz abzuheben. Bei In Wahrheit ist das – der Titel verrät es – der Bezug auf wahre Fälle. Als Idee ist das nicht schlecht, schließlich sind True Crime Geschichten ein echter Publikumsmagnet. Richtig viel draus gemacht wird in der auf arte und im ZDF ausgestrahlten Reihe aber nicht. Nur selten wird auf den zugrundeliegenden Fall eingegangen.“ „Das eigentliche Problem der Reihe ist aber weniger das ungenutzte Potenzial. Vielmehr sind die Fälle oft nicht besonders gelungen.“ „‚In Wahrheit: Unter Wasser‘ ist sehr viel […] damit beschäftigt, von den Machenschaften der Polizei in Lothringen zu erzählen. So richtig interessant ist das Ganze nicht. Es läuft dann doch wieder darauf hinaus, dass in der Provinz irgendwie gemauschelt wird.“ „Das ist nicht nur erzählerisch wenig ambitioniert. Es lässt auch die Spannung vermissen, die man bei einem Krimi einfordern darf.“
Die Redaktion von TV Spielfilm beurteilte den Krimi mit der besten Wertung („Daumen nach oben“) und meinte: „Angeblich schreibt das Leben ja die besten Geschichten. Sollte sich auch dieser sechste Fall tatsächlich so ähnlich zugetragen haben, kann man dem Leben keinesfalls eine Schreibblockade unterstellen.“
Christian Lukas von Quotenmeter.de meinte dagegen: „Wer auf klassische Kriminalfilme steht, die ohne großes Spektakel ihre Geschichte erzählen, ist bei ‚In Wahrheit – Unter Wasser‘ richtig. Wer das große Spektakel erwartet, eher nicht.“
Der Weserkurier schrieb: „Der Film kommt unaufgeregt daher. Ohne Spezialeffekte, ohne blutige Gewaltszenen, ohne große Wortgefechte. Und doch hält das Buch von Zora Holt (Regie: Miguel Alexandre) über die ganzen anderthalb Stunden eine gewisse Spannung. Krimi-Erprobte könnten bald auf die richtige Fährte kommen - aber es ist nicht die einzige, die die Macher gelegt haben. Und wer sich einfach nur ein wenig berieseln lassen will, könnte von der letzten Wendung überrascht werden.“